# Рейнджеры Роджерса

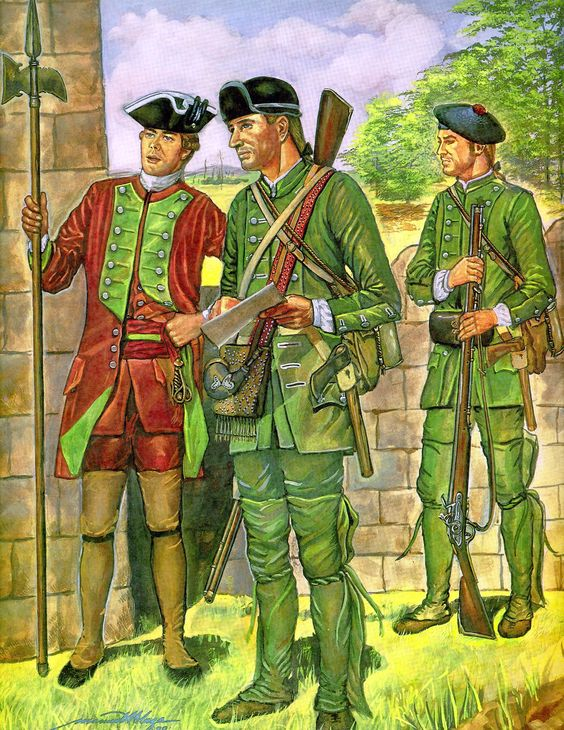
Рейнджеры Роджерса

Рейнджеры Роджерса (англ. Rogers' Rangers) — роты вспомогательных войск британской армии, действовавшей в Северной Америке против французских колоний и их индейских союзников в годы последней франко-индейской войны. Эти подразделения лёгкой пехоты были сформировано майором Робертом Роджерсом для быстрого развертывания с целью рекогносцировки и проведения спецопераций диверсионного и контртеррористического характера, в частности, против индейцев, которые вели партизанскую войну против англичан. 
В числе прочих новобранцев Роджерс набирал личный состав среди индейцев, которые тем самым служили британской армии, не состоя в строевых войсках. Главной заслугой рейнжеров в глазах командования был сбор разведывательной информации о противнике. После войны несколько рейнджеров стали влиятельными лидерами революции и войны за независимость, а большинство остальных принимало активное участие в боевых действиях против англичан.

## История

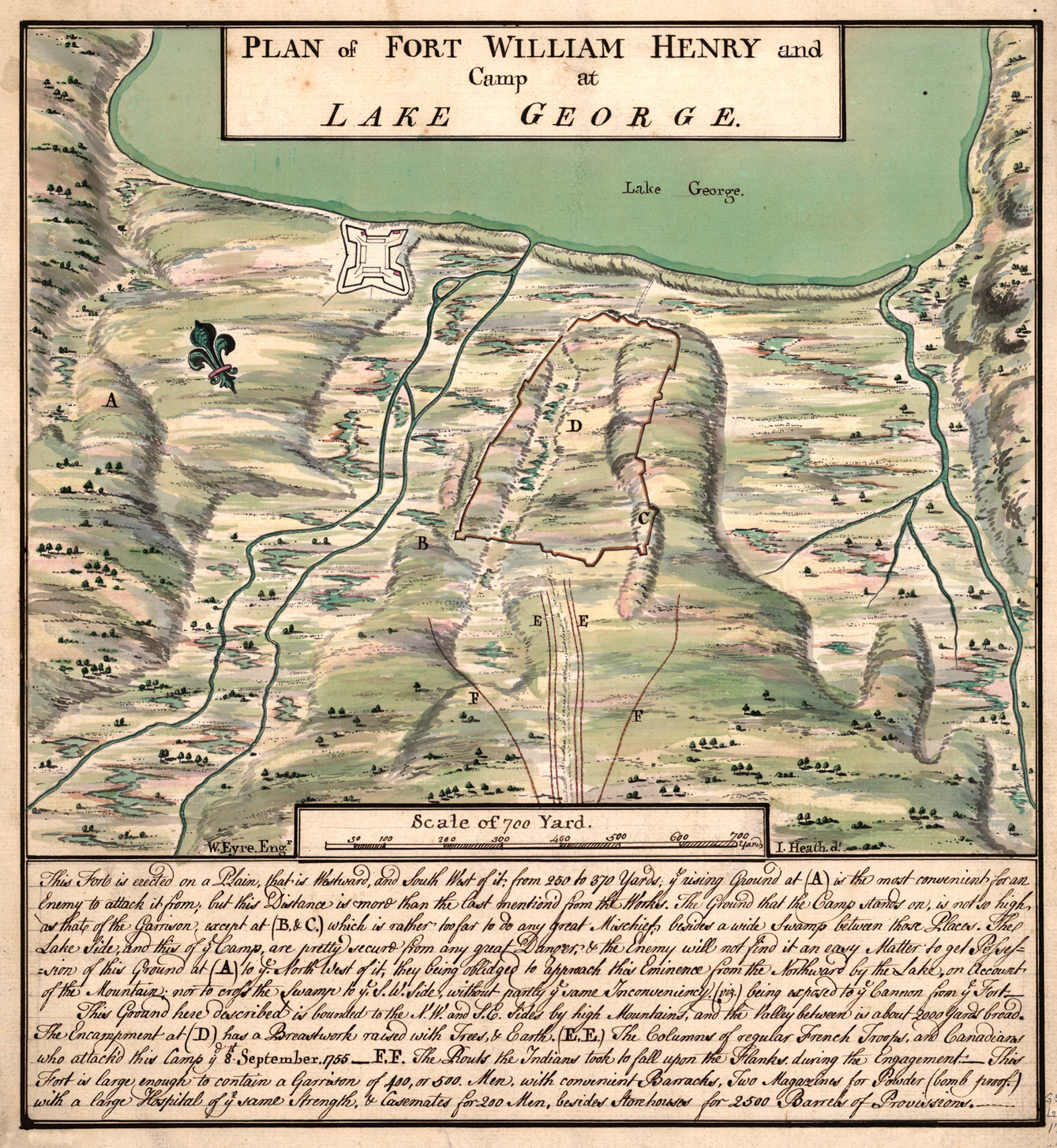
План форта Уильяма и Генри и окружающей его местности с указанием положения лагеря колониальной милиции

Рейнджеры Роджерса были сформированы как отряд ополчения колонистов на севере провинции Нью-Йорк суровой зимой 1755 года близ строящегося форта Уильям-Генри, для обороны которого они были расквартированы в наспех отрытых окопах. Рейнджеры часто делали вылазки против французских городков и военных лагерей в Канаде, совершая длительные переходы на грубых снегоступах и по льду водных преград. Хотя регулярные войска были невысокого мнения об их боеспособности, рейнджеры были одним из немногих подразделений, не считая индейцев, которые были способны к ведению боевых действий в тяжелых условиях канадской зимы и гористой местности.
В январе 1757 года отряд Роджерса в количестве 74 человек устроил засаду и захватил в плен семерых французов близ вражеского форта Карильон (Тикондерога), после чего принял бой с превосходящими силами противника и, понеся потери, отступил. Французы отмечали, что снегоступы создавали для рейнджеров существенное тактическое преимущество, в то время как их солдаты «увязали в снегу по колено», кроме того, отряд Роджерса удерживал позиции на высоте и мог укрываться за высокими деревьями. Из 89 бойцов регулярной армии и 90 индейцев и ополченцев французы потеряли 37 человек, в то время как среди рейнджеров было убито 14 и ранено шестеро, 48 человек из этого похода благополучно вернулись, ещё шестеро попали в плен.
В августе 1757 года форт Уильям-Генри был захвачен французами, а рейнджеры были расквартированы на одном из островов реки Гудзон, который позже был назван в честь их командира майора Роджерса.
В марте 1758 года в ходе боевой операции отряд был почти полностью уничтожен, а сам Роджерс едва не был схвачен и даже оставил противнику свой мундир со всеми документами, благодаря чему французы сочли его убитым. Тем не менее, уже в июле того же года рейнджеры Роджерса вновь принимали участие в битве при форте Карильон, в которой англичане вновь потерпели сокрушительное поражение.

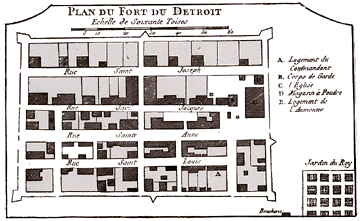
План форта Детройт в 1763 г.

Одна из самых известных операций рейнджеров Роджерса имела место в 1759 году. Им было приказано уничтожить одно из индейских селений в Квебеке, в глубоком тылу французской территории. Из доклада Роджерса следует, что около двухсот индейцев было убито, 20 человек (женщины и пятеро детей) были уведены в плен. Французы признали потери только 30 человек, из них 20 женщин и детей. Заявленные потери рейнджеров составили 8 раненых и один убитый в бою за деревню и ещё около 25 человек на обратном пути, хотя по другим данным, из 204 нападавших к своим вернулось не более половины.
В конце войны рейнджерам Роджерса французы сдали форт Детройт. Большинство бойцов вернулось к гражданской жизни. В 1763 года их рота была переформирована в 80-й пехотный полк, который принял на себя один из первых ударов индейцев во время восстания Понтиака.
Многие бывшие рейнджеры приняли участие в первых сражениях войны за независимость. Сам Роджерс предложил свои услуги Джорджу Вашингтону, но получил отказ, после чего примкнул к британской армии и сформировал отряд рейнджеров, воевавших на стороне короны.

## В кино
Рейнджерам Роджерса и их знаменитому походу в Квебек 1759 года посвящён историко-приключенческий фильм режиссёра Кинга Видора «Северо-западный проход» (Northwest Passage, 1940).
В сериале «Поворот: Шпионы Вашингтона» им отводится отдельная сюжетная линия.